# The Ghost and Molly McGee
The Ghost and Molly McGee (Molly McGee e o Fantasma no Brasil e A Maldição de Molly McGee em Portugal) é uma série animada de televisão americana criada por Bill Motz e Bob Roth para o Disney Channel. Uma prévia da música-tema do show foi mostrada em 1 de maio de 2021, seguida pela estreia do show em 1 de outubro de 2021 e acabou em 13 de janeiro de 2024.
A série acompanha a exuberante pré-adolescente Molly McGee e um fantasma ranzinza chamado Scratch. Quando um feitiço de Scratch dá errado, os dois ficam juntos para sempre.

## Elenco
| Personagem         | Original         | Dublador do Brasil   | Dobrador de Portugal   |
| ------------------ | ---------------- | -------------------- | ---------------------- |
| Molly McGee        | Ashly Burch      | Luiza Porto          | Mafalda Luís de Castro |
| Scratch            | Dana Snyder      | Júnior Nannetti      | José Jorge Duarte      |
| Sharon McGee       | Sumalee Montano  | Júlia Ribas          | Tânia Alves            |
| Darryl McGee       | Michaela Dietz   | Pedro Miranda        | Diogo Fialho           |
| Pete McGee         | Jordan Klepper   | Marco Aurélio Campos | Bruno Xavier           |
| Vovó Nin Suksai    | Sumalee Montano  | Maria Cláuda Cardoso | Ana Cloe               |
| Libby Stein-Torres | Lara Jill Miller | Flora Paulita        | Joana Silva            |